# Bernhard Friedrich Mönnich
Bernhard Friedrich Mönnich (* 16. März 1741 in Boldevitz; † 1. August 1800 in Berlin) war ein deutscher Mathematiker und Naturwissenschaftler.

## Leben
Der Vater war Pächter in Boldevitz auf Rügen und ließ sich einige Zeit später mit seiner Familie auf einem Vorwerk bei Tribsees nieder. Bernhard Friedrich Mönnich besuchte die Schule in Tribsees und später das Gymnasium in Stralsund. Ab 1759 studierte er an der Universität Greifswald bei Andreas Mayer und Lampert Hinrich Röhl. Als Hauslehrer unterrichtete er Mayers Kinder. In Greifswald promovierte er zum Magister, später zum Doktor der Philosophie und hielt als Privatdozent Vorlesungen.
Auf Empfehlung von Johann Joachim Spalding erhielt er im Oktober 1770 eine Anstellung als Lehrer für Mathematik an der Schule im ehemaligen Kloster Berge. 1778 ging er an die Universität Frankfurt/Oder, wo er ordentlicher Professor der Mathematik und Physik wurde. 1785 wurde er zum königlich preußischen Geheimen Oberbergrat und Oberbaurat am Oberbaudepartement in Berlin ernannt. Ab 1790 war er ordentliches Mitglied der Preußischen Akademie der Wissenschaften. 1797 wurde er auf eigenen Wunsch aus seinen Ämtern entlassen.

## Schriften (Auswahl)
- Anleitung zur Anordnung und Berechnung der gebräuchlichsten Maschinen nach Maximen und Regeln, welche die Erfahrung und Theorie an die Hand giebt. 1ste Abtheilung, welche die Klasse der Mühlwerke enthält. Augsburg 1779. (Digitalisat ETH)
- Lehrbuch der Mathematik, vorzüglich für solche, welche sie erlernen, um sie bey einem ändern Hauptgeschäft zu nutzen. 2 Bände. Lange, Berlin und Stralsund 1781–1784. (Digitalisat Band 1), (Band 2,1), (Band 2,2)
- Versuch die mathematischen Regeln der Perspektive für den Künstler ohne Theorie anwendbar zu machen. Akademische Kunstbuchhandlung, Berlin 1794. (Digitalisat)
- Ordentliche Torfwirthschaft, als das vielleicht einzige Mittel, besorglichem Brennholzmangel abzuhelfen, besonders in Schwedisch-Pommern. Lange, Berlin 1799. (Digitalisat)
- Auch eine Antwort auf die Frage: Ist das Jahr 1800 das letzte im 18ten, oder das erste im 19ten Jahrhundert? Berlin 1799.
- Lehrbuch der Mathematik mit Rücksicht auf solche, welche sie erlernen, um sie bei ihren mehr oder weniger damit in Verbindung stehenden Berufsgeschäften zu benutzen. (Digitalisat zum Download)
- Handbuch derjenigen Theile der theoretischen Mathematik, worauf sich hauptsächlich die Feldmesskunst gründet, mit Anwendungen von Mönnich – enthält Zahlen- und allgemeine Rechenkunst, ebene Geometrie und Trigonometrie; nebst einem Anhang vom Nivelliren. Berlin 1800.